# Erwin Göbel
Erwin Göbel (* 23. September 1959 in Aßlar) ist ein deutscher Betriebswirt und war von 2006 bis 2008 Vorstandsvorsitzender des Fußballclubs 1. FC Kaiserslautern.

## Leben
Göbel studierte in Gießen Betriebswirtschaftslehre und war danach als Diplom-Kaufmann in verschiedenen Positionen in der Pfaff AG tätig, unter anderem als Leiter der Finanz-Buchhaltung.
Vom 1. Juni 1997 bis 31. Juli 2006 war Göbel Leiter des Controlling/Rechnungswesens beim 1. FC Kaiserslautern, seit 2002 auch Vorstandsmitglied des Vereins. Im März 2006 beschloss der Aufsichtsrat, Göbel zum Nachfolger des Vorstandsvorsitzenden René C. Jäggi, der im November 2005 aufgrund der negativen sportlichen Entwicklung seinen Rückzug angekündigt hatte, zu berufen. Göbel trat sein Amt am 1. August 2006 an. Am 8. April 2008 wurde Erwin Göbel als Vorstandsvorsitzender von Stefan Kuntz abgelöst und arbeitete seitdem als kaufmännischer Geschäftsführer beim 1. FC Kaiserslautern. Ende August 2008 wurde der Vertrag mit dem 1. FCK gelöst.
Erwin Göbel ist verheiratet, hat einen Sohn und eine Tochter. Mit ihnen lebt er seit 1995 in Kaiserslautern.